# Gornjak
Gornjak är en stad i Loktevskij rajon i Altaj kraj i Ryssland. Staden, som grundades år 1751 och erhöll stadsprivilegier år 1969, hade 13 918 invånare år 2010.